# Bosmie-l'Aiguille
Bosmie-l'Aiguille é uma comuna francesa na região administrativa da Nova Aquitânia, no departamento de Alto Vienne. Estende-se por uma área de 8,01 km². Em 2010 a comuna tinha 2 631 habitantes (densidade: 328,5 hab./km²).